# NGC 3055
NGC 3055 is een balkspiraalstelsel in het sterrenbeeld Sextant. Het hemelobject werd op 24 januari 1784 ontdekt door de Duits-Britse astronoom William Herschel.

## Synoniemen
- UGC 5328
- MCG 1-25-34
- ZWG 35.87
- IRAS 09526+0430
- PGC 28617